# Козацькі землі України (музей)
«Коза́цькі зе́млі Украї́ни» — перший в Україні приватний історико-етнографічний музей-скансен, заснований і створений Володимиром Недяком у с. Вереміївка Чорнобаївського району Черкаської області, зараз на березі Дніпра, Кременчуцьке водосховище. Скансен являє собою модель козацького хутора середини XVII—XVIII ст.

## Історія створення
В 2004 р. уродженець с. Вереміївка, мистецтвознавець і художник, лауреат Національної премії України імені Т. Шевченка В. В. Недяк юридично зареєстрував приватний історико-етнографічний музей «Козацькі землі України», створив проект, за основу якого взято твір Миколи Васильовича Гоголя «Тарас Бульба». З 2006 р. В. Недяк розпочав активно будувати історико-етнографічний музейний комплекс-скансен «Хутір козацького полковника Тараса Бульби» та «Чумацький постій Хведора Мигаля» (місцевий житель, чумацький отаман, портрет якого намалював худ. Порфирій Мартинович у кінці 70-х рр. XIX ст.). На 25 га землі в своєму рідному с. Вереміївка (колишнє сотенне козацьке містечко), при гетьмані Б. Хмельницькому. Скансен розташований просто неба за 500 м від села, в той місцині, де в давнину зупинялися чумацькі мажі та збирались у велику валку, і потім вирушали у Крим із зерном. Збудовано велику кам'яницю під полкову скарбницю в стилі козацького бароко початку XVIII ст., 800 м2, де буде головний корпус музею, в якому зберігаються та експонуються козацькі скарби — музейні артефакти.

## Експонати й модель музею

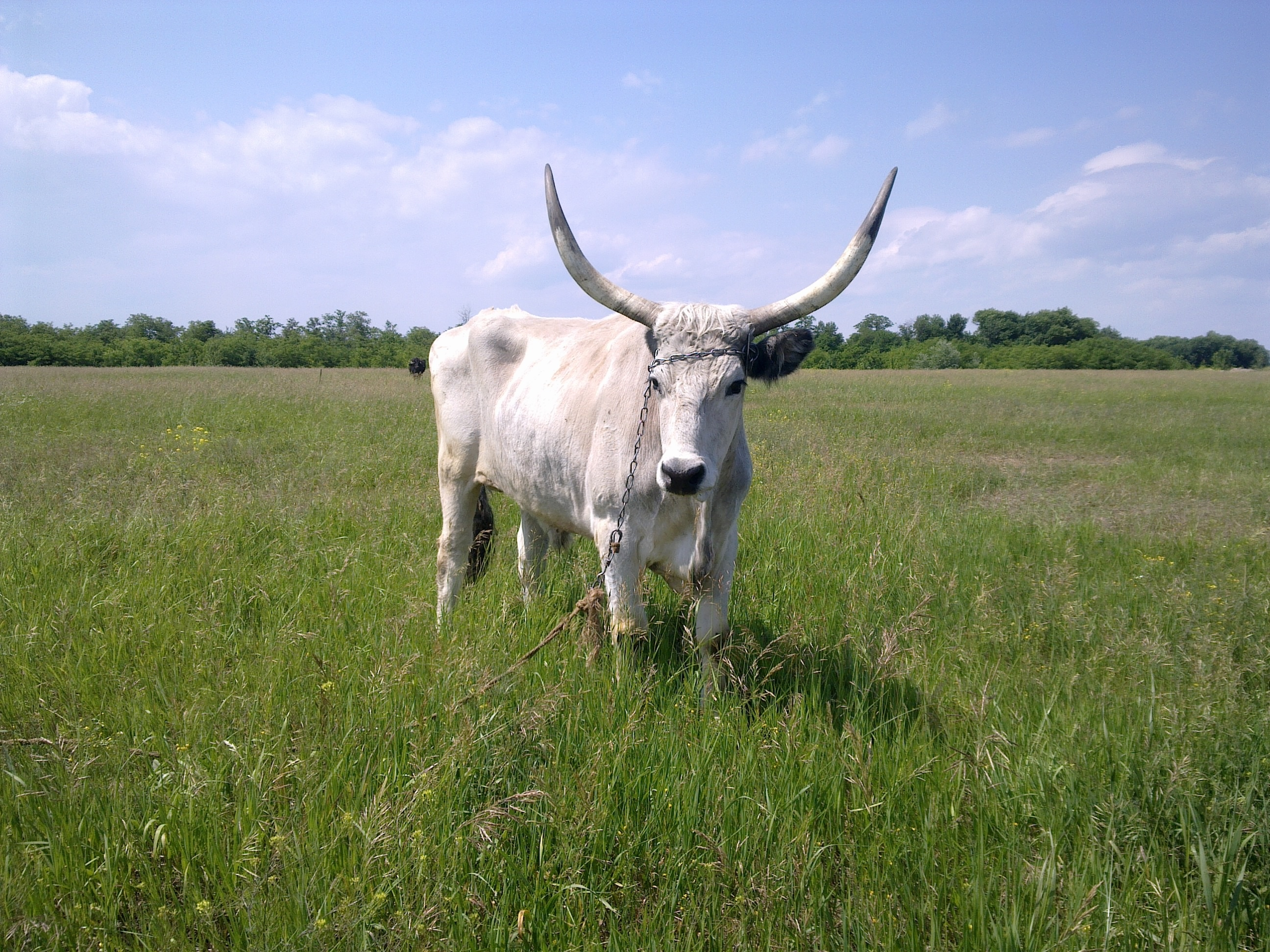
Історична сіро-українська порода волів

В пошуках експонатів В. В. Недяк об'їздив різні регіони України, від Волині й Карпат до Полтавщини й Запоріжжя, щоб експозиція в повній мірі відображала картину козацького світу. В музеї зібрана велика кількість експонатів: понад дві тисячі зразків старовинного одягу, чотири тисячі рушників, скатертини, десятки вовняних килимів, тисячі предметів побуту, зібрання народної дерев'яної сакральної скульптури, хрести, свічники, чимало меблів, сотні народних картин, ікон, розписні й різьблені скрині й мисники, близько півтори сотні мережаних ярем, десятки возів і возиків, до півсотні човнів-довбанок, кінська збруя, козацька зброя, коралі й дукачі, стародруки, давні козацькі карти України, кам'яні баби, жорна.
Згідно концепції музею, розробленої В. Недяком та його проектом, музейний архітектурно-етнографічний комплекс створюється як модель живого козацького хутора, де можна буде відчути минулу козацьку епоху. Садиба Тараса Бульби буде одним із привабливих архаїчних куточків скансена. Сам комплекс музею складатиметься з 15 дворів. Серед них — двір чумацького отамана з Вереміївки Хведора Мигаля, хата козака Грицька Гончара та садиба батьків гайдамацького отамана — ватажка Коліївщини Семена Неживого. Це єдиний в Україні музей, де знаходяться «живі» експонати: планується поселити тут кілька сімей, що повинні жити за старовинними звичаями та побутом. В козацьких та чумацьких дворах зможуть зупинятись і проживати відвідувачі музею. На території музею є змога постійно працювати конюхами, бондарям, мірошникам, ковалям, гончарям, пасічникам, та навіть знахарям.
На територію музею-скансена «Хутор Тараса Бульби» вже перенесено й реставровано сім вереміївських дерев'яних комор, чотири малі комори (5×4 м), одна середня (6×5 м), одна велика на два входи і виходи (24×10 м) середини і кінця XIX ст., викопано глибоку криницю 50 м, вимурувані з природного каменю льохи під хату Тараса Бульби 180 м². Поряд збудовані — стайні: для волів, буйволів, і конюшні для коней, жеребців, дубові вівчарні і хліви для кіз, овець, повітка на 10 голів корів, друга конюшня під 10–12 голів племінних кобил, збудовано великий дубовий саж для собак. Коні, корови, буйволи, кози, вівці, дикі кролі, качки, кури, перепілки, куріпки, фазани, цесарки — це все живі експонати музею-скансену. На територію музею вже перенесено чотири діючі вітряні млини XIX ст.
Споруди плетені з лози, обмазані глиною з житньою соломою й вкриті очеретом. Всі будівлі зводяться за давньою оригінальною технологією для того, щоб максимально точно відтворити архітектуру характерних будівельних матеріалів минулого часу та колорит козацької доби. В. В. Недяк простудіював різноманітні джерела та власноруч малює ескізи споруд. Потім над малюнком працюють архітектори та майстри.
За хутором серед степової ковили стоять величаві дерев'яні відреставровані та діючі вітряні млини, і ще один відновлюєтьсячи вже відновлено?…, які у 2003—2005 рр. було придбано, перевезено та установлено, з проведенням реставраційних робіт: 1-й — шестикрилий вітряний млин Кліщенський (з старого хутора Матвійовка на Сулі, 1896 р.), 2-й — восьмикрилий вітряний «Вереміївський» млин (з старого містечка Єреміївки, з кутка Запіски, 1914 р.), 3-й — восьмикрилий вітряк, перевезений з села Тимченки (стояв на Гострій Могилі, 1909 р.), 4-й вітряк перенесено із старого села Лящівка.
В перспективі заплановано реконструювати Вереміївську Січ, храми Божої Матері й Святого Миколая, мури й вежі, курені запорожців. Тут стоятиме музей-корчма козацької та чумацької їжі на 200 осіб, півтора десятка хатинок-осель. На тлі постійної експозиції в заповіднику «Козацькі землі України» відбуватимуться виставки музейних і приватних колекцій, проводитимуться наукові історичні та мистецькі конференції, художні пленери, фестивалі етнічної музики, ярмарки образотворчого та декоративно-прикладного мистецтва.
У музеї кожен охочий має змогу пожити кілька днів, поринути в життя й побут козаків, підкувати коня, запрягти волів у мажі, з'їздити волами до млина, змолоти борошно й випекти хліб у печі за стародавніми рецептами.

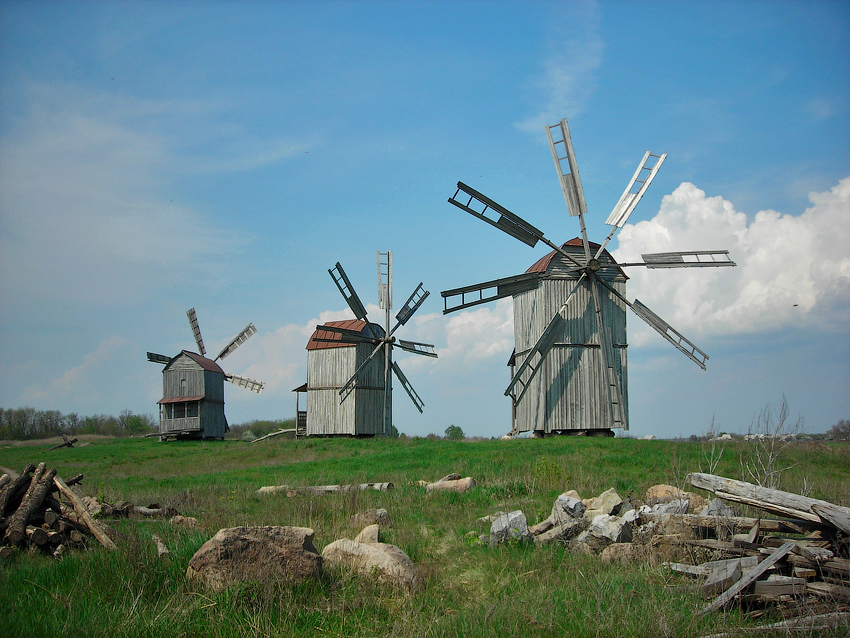
Автентичні діючі млини музею
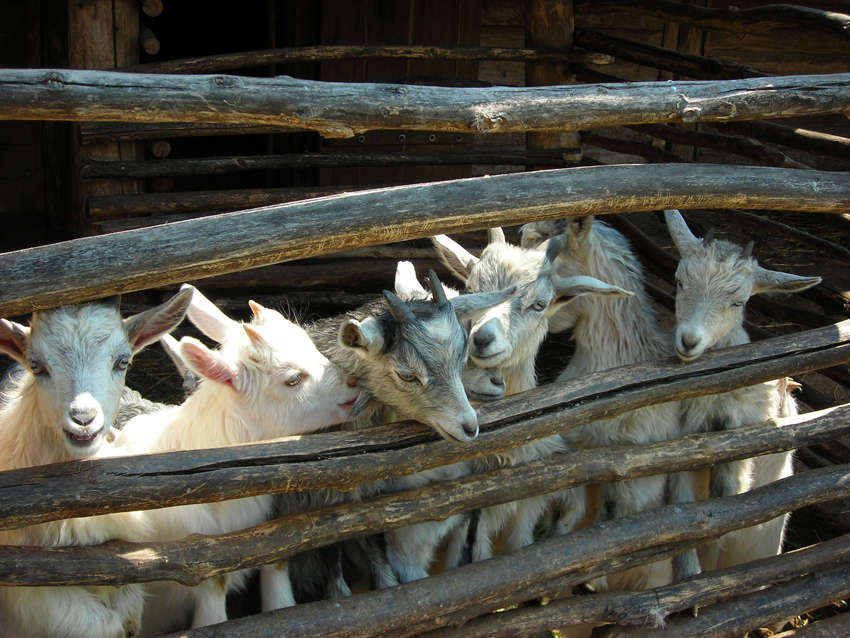
Загін для кіз
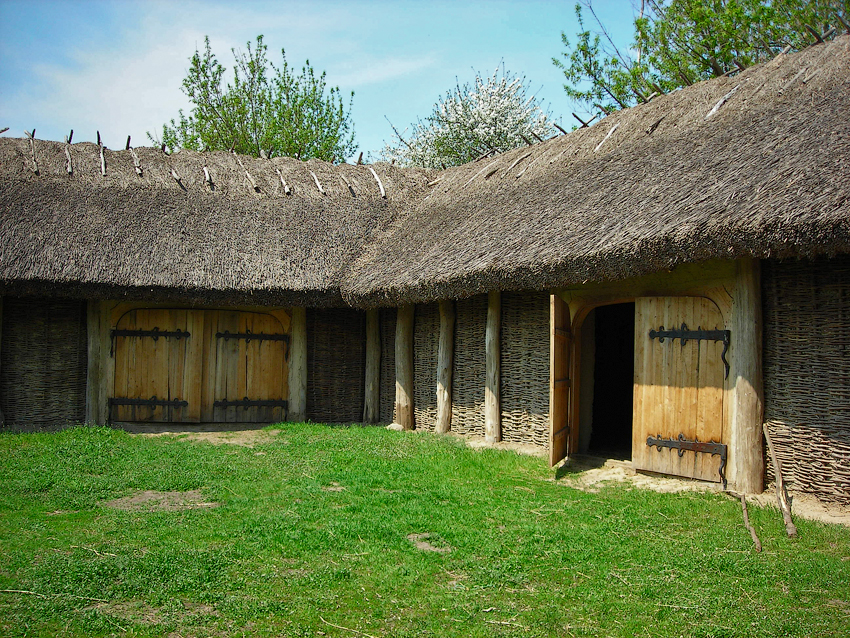
Конюшні для коней
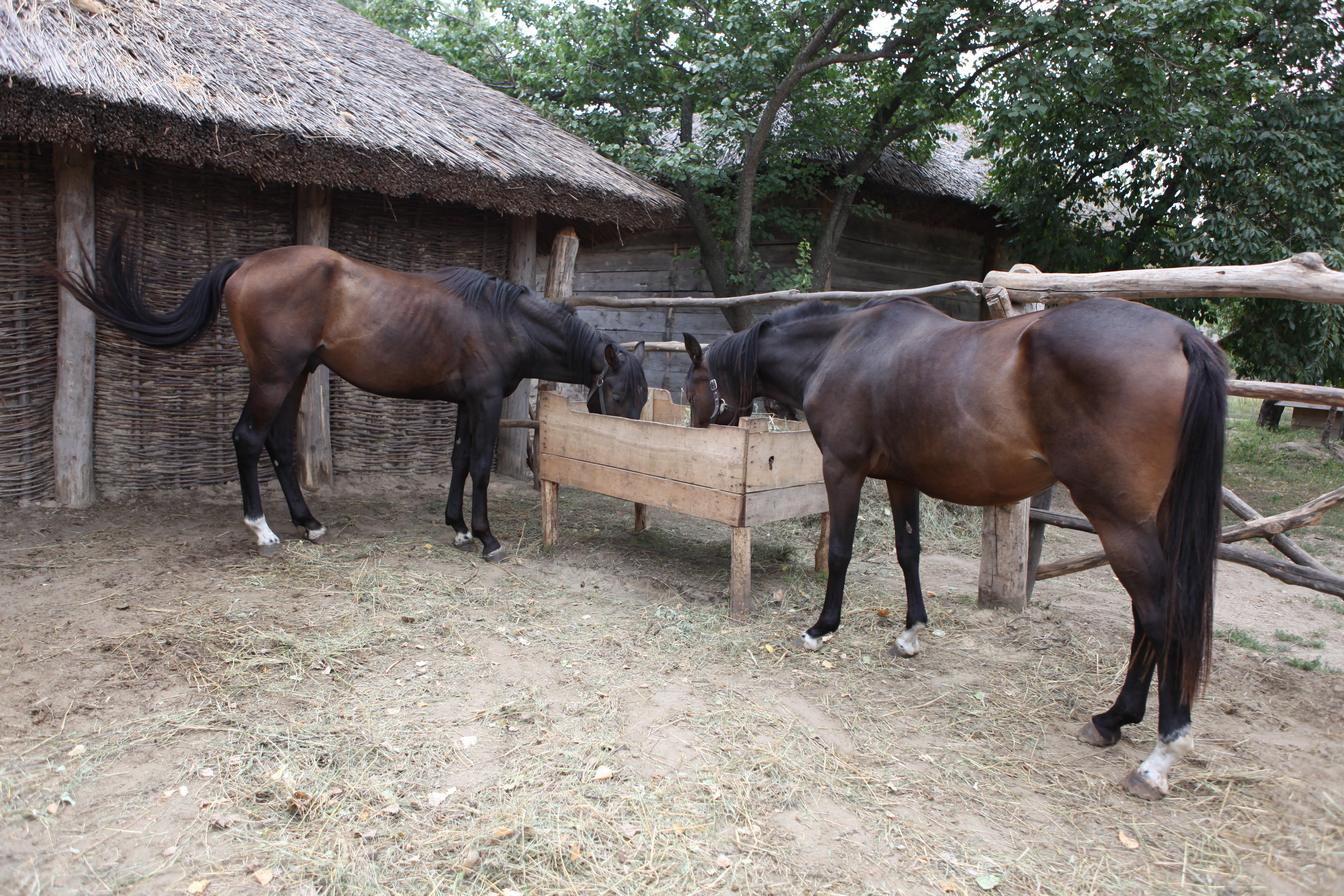
Літній загін для коней